# TVRI
TVRI (Televisi Republik Indonesia) är en TV-kanal, som ägs av den indonesiska staten. Den har sitt huvudkontor i Jakarta.